# Al sabor del chef
Al sabor del chef fue un programa de televisión mexicano del género de cocina,  producido por Nino Canún. El concepto surgió cuando Canún y el chef Alfredo Oropeza laboraban en el programa "Hoy" como productor asociado y chef titular de la sección de cocina, respectivamente,  Al tener un éxito mayor al esperado, el chef decidió emprender el camino en solitario.
A lo largo de prácticamente cuatro años, el chef invitó a cocinar a deportistas, actores, cantantes, conductores y estrellas de realities.  Además, contó con la presencia de diferentes gobernadores de los estados de la república que fue visitando. 
El primer programa tuvo como Invitados a René Strickler y José Luis Reséndez

## Algunos invitados
René Strickler

José Luis Reséndez

Amanda Miguel

Diego Verdaguer

Andrea Legarreta

Erik Rubín

Mariana Garza

Emir Pabón

Sasha Sókol

Benny Ibarra

Galilea Montijo

William Levy

Olivia Collins

† Raúl Araiza

Roxana Castellanos

Armando Araiza

Luz María Jerez

Valentino Lanús

Maite Perroni

Daniela Luján

Alan Tacher

† Johnny Laboriel

Reik

Belanova

Arath de la Torre

Alejandra Guzmán

Alexander Acha

La quinta estación

Miembros de Bailando por la boda de mis sueños

Capitanes del elenco de Pequeños Gigantes

La Parka

## Algunos estados visitados en semanas especiales por Al sabor del Chef
En Al sabor del Chef, se realizaron diversos viajes a lo largo del territorio nacional mexicano.  En estos programas especiales se preparaban recetas típicas del estado con el giro de comida saludable sin restarle el sabor característico de las recetas originales.
Algunos de los estados visitados fueron: 
Aguascalientes

Campeche

Chiapas

Hidalgo

Guerrero

Jalisco

Michoacán

Oaxaca

Puebla

Veracruz

Zacatecas

Cabe mencionar que además de la comida preparada, el programa contaba con reportajes de las tradiciones, monumentos e historia de cada región

## Destino de Al sabor del Chef después del programa 1000
El 30 de junio de 2011 el programa celebró 1000 emisiones al aire teniendo como invitados a Pierre Angelo y a los capitanes de Pequeños Gigantes.  El programa 1001 fue el último en emitirse, teniendo como invitada a Galilea Montijo.  A partir del lunes 4 de julio de 2011, Al sabor del chef se integró nuevamente como sección central de cocina dentro del programa Hoy.